# ハンジャン
ハンジャン（Hanjong）は、ハンゲームが提供していたドンジャラ風のインターネット対戦ゲーム。2016年4月20日にサービスを終了した。

## ルール
牌は13種類、全部で102枚あり同じ絵柄を3枚で1組とし、これが3組できあがるとあがりとなる。
あがり前には必ずリーチをしないとあがれない。ただし、最初のターンであがれる形が完成した場合はリーチをしていなくてもあがれる。

### 牌について
牌は大まかに分けて精霊牌（5種・各9枚）と領域牌（5種・各9枚）、そしてアイテム牌（3種・各4枚）から成る。そのうち精霊牌と領域牌には属性があり、火光水土闇の5属性となっている。同じ属性同士の精霊牌と領域牌の組み合わせはもちろん、隣り合った属性同士の組み合わせでも役となる。